# کلارکزبرگ (ماساچوست)
کلارکزبرگ، ماساچوست
کلارکزبرگ (به انگلیسی: Clarksburg) شهرکی در شهرستان برکشایر ایالت ماساچوست می‌باشد که در سال ۱۷۹۸ بنیان‌گذاری شده‌است. این شهرک در سرشماری سال ۲۰۱۰ میلادی، ۱٬۷۰۲ نفر جمعیت داشته‌است.